# Lucas Lima (Fußballspieler, 1990)
Lucas Rafael Araújo Lima (* 9. Juli 1990 in Marília), kurz Lucas Lima, ist ein brasilianischer Fußballspieler. Der offensive Mittelfeldspieler steht beim FC Santos unter Vertrag und derzeit an Sport Recife ausgeliehen ist. Von 2015 bis 2017 spielte Lima 14-mal für die A-Nationalmannschaft.

## Karriere

### Vereine
Lima wechselte Anfang Juli 2012 vom AA Internacional zum Internacional Porto Alegre. In der Saison 2012 kam er zu 14 Einsätzen in der Série A. Die Spielzeit 2013 spielte er auf Leihbasis beim Zweitligisten Sport Recife. In der Série B erzielte er in 36 Spielen sieben Tore. Nach seiner Rückkehr wechselte Lima zum FC Santos. Dort wurde er schnell Stammspieler und erzielte am 30. Mai 2014 beim 2:0-Auswärtssieg gegen den EC Bahia sein erstes Tor in der Série A. In seinen ersten beiden Saisons kam Lima jeweils auf über 30 Einsätze.
Zum Jahresbeginn 2018 wechselte Lima bis Jahresende 2022 zum Ligakonkurrenten Palmeiras São Paulo, mit dem er in der ersten Spielzeit den Meistertitel gewann. Mit der Copa Libertadores 2020 gewann Lima im Januar 2021 den wichtigsten südamerikanischen Klubtitel. Dem schloss sich Anfang März 2021 die Copa do Brasil 2020 an. Im August 2021 wurde Lima bis Saisonende 2021 Anfang Dezember an den Ligakonkurrenten Fortaleza EC ausgeliehen. Die Vereinbarung sah vor, dass Fortaleza 40 % des Gehalts des Spielers übernahm. Im Januar 2022 wurde die Leihe bis Ende 2022 verlängert.
Zum Saisonstart 2023 kehrte Lima zum FC Santos zurück, für welchen er bereits von 2014 bis 2017 aktiv war. Im Zuge der Bekanntmachung seiner Rückkehr entschuldige er sich bei den Fans, welche seine erneute Anstellung kritisierten. Er hatte Santos bei seiner ersten Passage unter Kontroversen verlassen. Sein Vertrag beinhaltete eine Produktivitätsklausel und hatte eine Laufzeit von drei Monaten. Der Vertrag sah eine automatische Verlängerung vor, wenn Lima in den drei Monaten in 60 % der Spiele 45 Minuten spielte. Bei Vorliegen der Voraussetzung sollte der Vertrag um ein weiteres Jahr verlängert werden.

### Nationalmannschaft
Nach seinen starken Leistungen in Santos wurde Lima im September 2015 erstmals in die brasilianische Nationalmannschaft berufen. Am 5. September 2015 debütierte er beim 1:0-Sieg gegen Costa Rica. Am 13. November 2015 erzielte Lima gegen Argentinien mit dem Tor zum 1:1-Endstand seinen ersten Länderspieltreffer. Für die Copa América Centenario 2016 in den Vereinigten Staaten wurde Lima in den brasilianischen Kader berufen. Im Turnier scheiterte er mit seiner Mannschaft nach der Gruppenphase, in der Lima in allen drei Spielen zum Einsatz gekommen war und ein Tor erzielt hatte.

## Erfolge
FC Santos
- Staatsmeister von São Paulo: 2015, 2016

Palmeiras
- Campeonato Brasileiro de Futebol: 2018
- Copa Libertadores: 2020
- Copa do Brasil: 2020

Fortaleza
- Copa do Nordeste: 2022